# بيتر مكبارلاند
بيتر مكبارلاند (بالإنجليزية: Peter McParland)‏ مواليد 25 أبريل 1934 في مقاطعة داون، أيرلندا الشمالية، المملكة المتحدة، هو لاعب كرة قدم بريطاني دولي سابق كان يلعب كمهاجم. سبق له أن لعب في كأس العالم لكرة القدم مع منتخب بلاده.

## المسيرة الاحترافية

### أندية لعب لها
- أستون فيلا
- وولفرهامبتون واندررز

## روابط خارجية
- بيتر مكبارلاند على موقع الاتحاد الدولي (مؤرشف)  (الإنجليزية)
- بيتر مكبارلاند على موقع قاعدة بيانات كرة القدم.إي يو (الإنجليزية)
- بيتر مكبارلاند على موقع ناشيونال فوتبول تيمز (الإنجليزية)
- بيتر مكبارلاند على موقع Soccerbase.com (لاعب) (الإنجليزية)
- بيتر مكبارلاند على موقع عالم كرة القدم.نت (الإنجليزية)